# Třebětín
Třebětín är en ort i Tjeckien.   Den ligger i regionen Mellersta Böhmen, i den centrala delen av landet, 70 km sydost om huvudstaden Prag. Třebětín ligger 566 meter över havet och antalet invånare är 121.
Terrängen runt Třebětín är huvudsakligen platt, men åt sydväst är den kuperad. Třebětín ligger uppe på en höjd. Runt Třebětín är det ganska glesbefolkat, med 25 invånare per kvadratkilometer. Närmaste större samhälle är Kutná Hora, 19,7 km norr om Třebětín. I omgivningarna runt Třebětín växer i huvudsak blandskog.